# Mistrzostwa Europy w Lekkoatletyce 1934 – skok wzwyż mężczyzn
Konkurs skoku wzwyż mężczyzn był jedną z konkurencji rozgrywanych podczas I Mistrzostw Europy w Turynie. Zawody zostały rozegrane w piątek 7 września 1934 roku na Stadionie im. Benito Mussoliniego w Turynie. Zwycięzcą tej konkurencji został fiński zawodnik Kalevi Kotkas. W rywalizacji wzięło udział dziewięciu zawodników z sześciu reprezentacji.

## Wyniki
| Miejsce | Zawodnik               | Najdłuższy skok |
| ------- | ---------------------- | --------------- |
| 1       | Kalevi Kotkas          | 2,00 m          |
| 2       | Birger Halvorsen       | 1,97 m          |
| 3       | Veikko Peräsalo        | 1,97 m          |
| 4       | Gustav Weinkötz        | 1,94 m          |
| 5       | Wilhelm Ladewig        | 1,85 m          |
| 6       | Renato Dotti           | 1,85 m          |
| 7       | Władysław Komar        | 1,80 m          |
| 8       | Ingvard Andersen       | 1,70 m          |
| 9       | Edgardo Degli Espositi | 1,70 m          |